# كارل هينريتش
كارل هينريتش (بالإنجليزية: Carl Heinrich)‏ هو عالم حيوانات وعالم بقشريات الأجنحة أمريكي، ولد في 1880، وتوفي في 1955.